# Estação Ferroviária da Parede
A estação ferroviária da Parede, originalmente denominada de Parede-Galiza, é uma estação da Linha de Cascais da rede de comboios suburbanos de Lisboa, que serve a localidade de Parede, no município de Cascais, em Portugal.

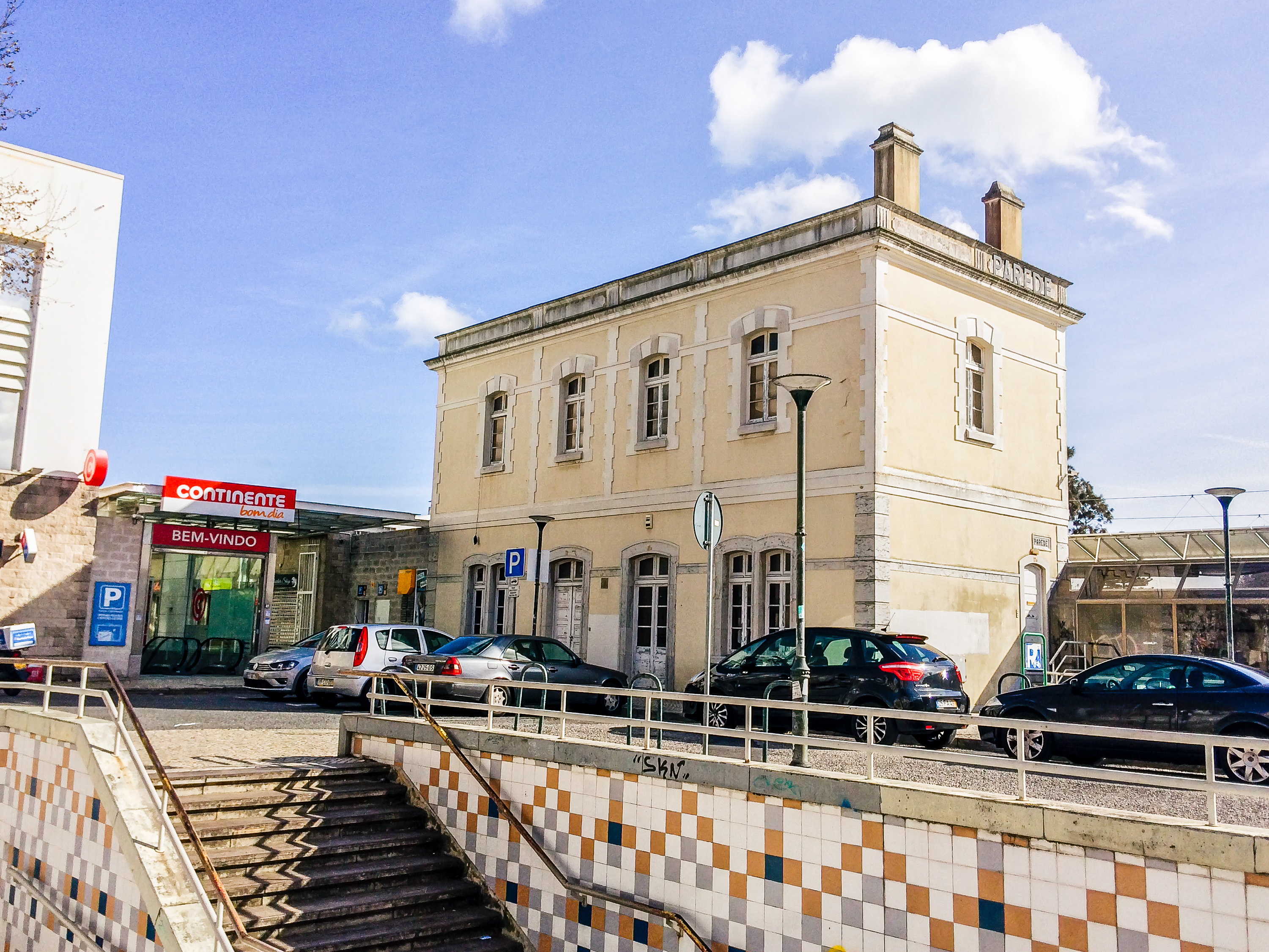
Edifício da estação da Parede, em 2018, visto do exterior.

## Descrição

### Localização e acessos
Tem acesso pela Praça 5 de Outubro, no centro histórico da localidade de Parede.

### Infraestrutura
Como apeadeiro numa linha de via dupla, esta interface apresenta-se nas duas vias de circulação (I e II) cada uma acessível por plataforma — com comprimentos de 298 e 230 m, respetivamente, e ambas com 110 cm de altura. O edifício de passageiros situa-se do lado norte da via (lado esquerdo do sentido ascendente, ao Cais do Sodré).

### Serviços
Em dados de 2023, esta interface é servida por comboios de passageiros da C.P. de tipo urbano no serviço “Linha de Cascais” tipicamente com 69 circulações diárias em cada sentido entre Cais do Sodré e Cascais.

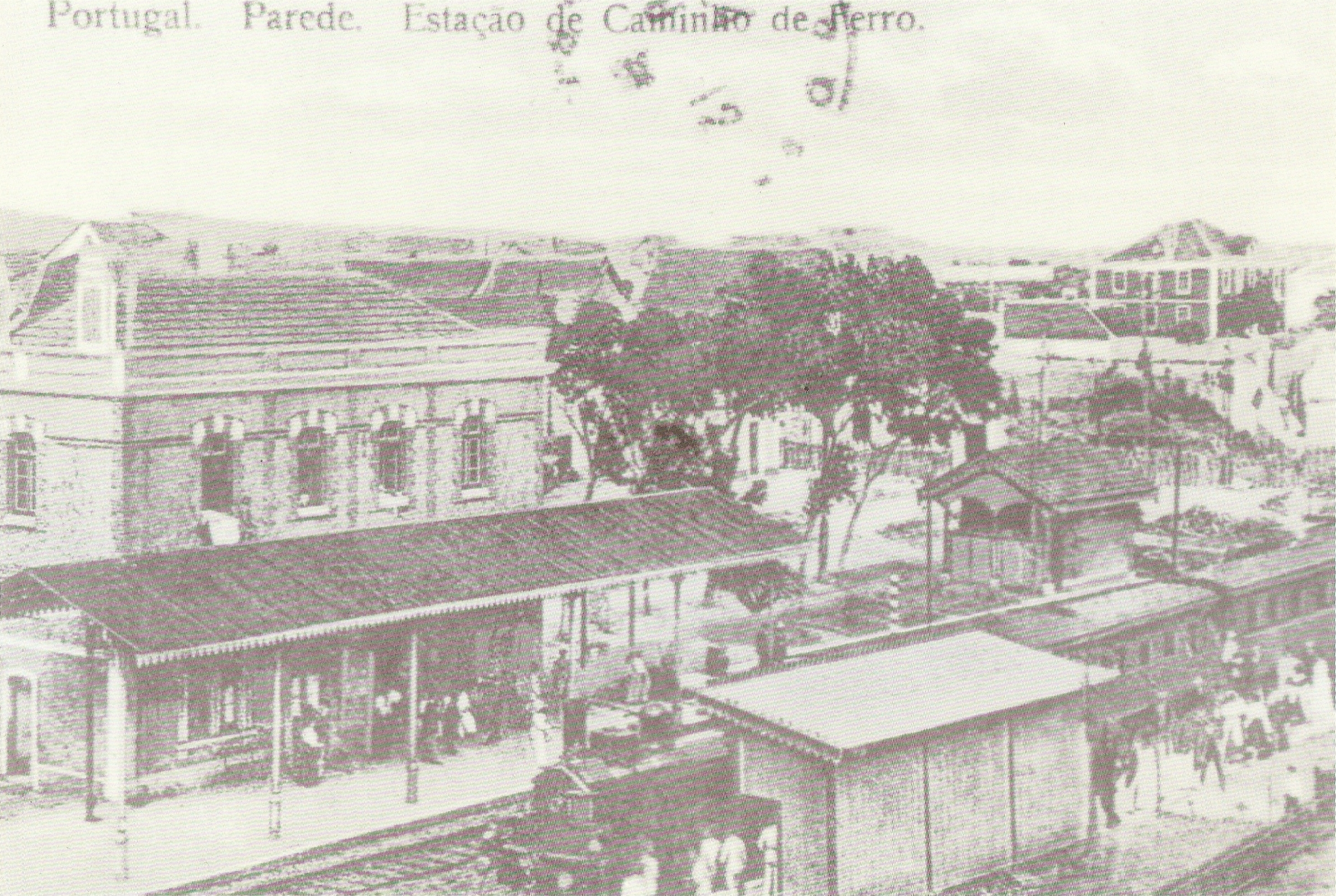
Estação da Parede num postal de 1917.

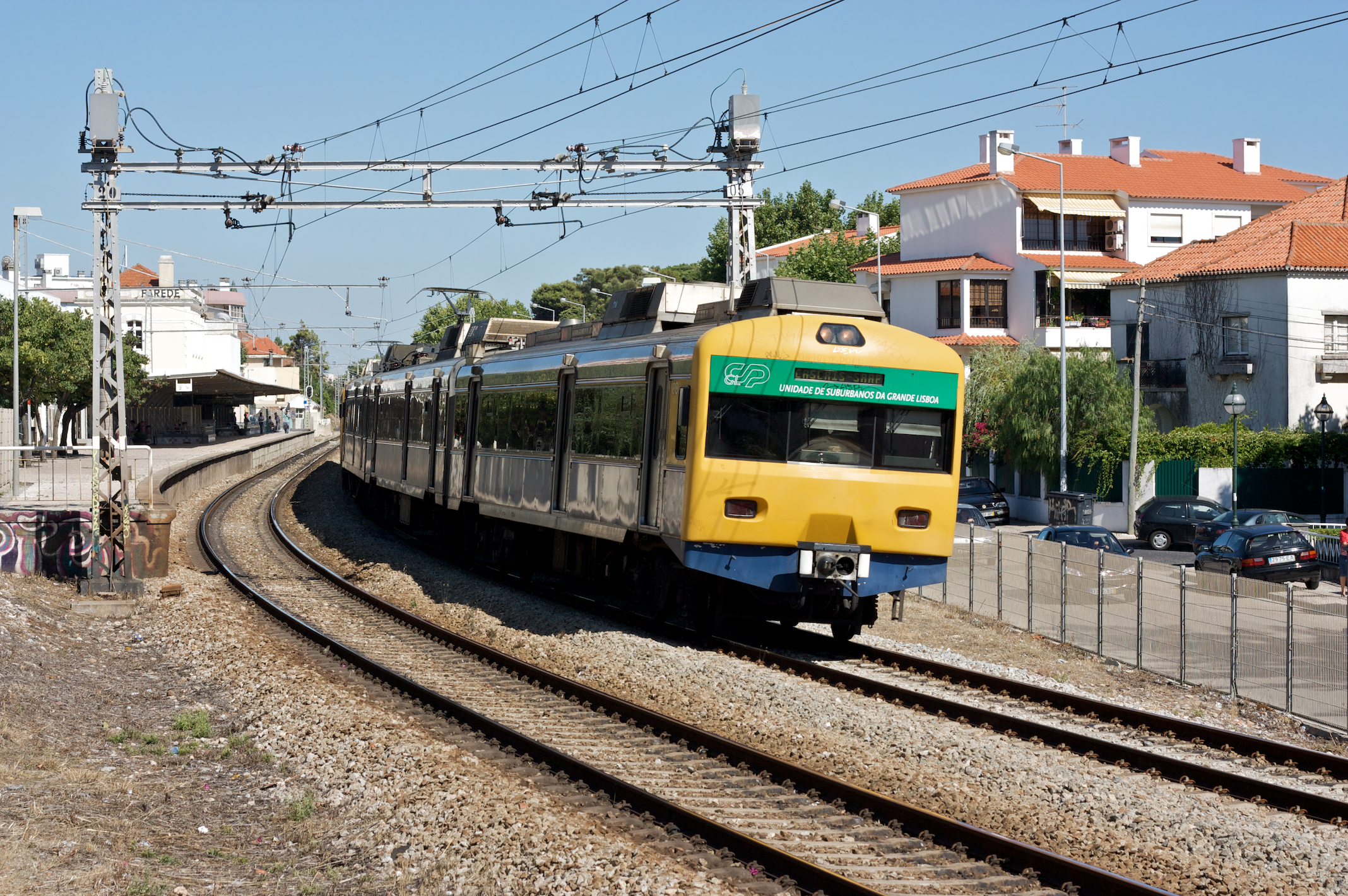
Comboio saindo da estação da Parede em 2009.

## História
Esta estação situa-se no troço entre as Estações de Pedrouços e Cascais da Linha de Cascais, que foi inaugurado pela Companhia Real dos Caminhos de Ferro Portugueses em 30 de Setembro de 1889. Originalmente, a estação denominava-se de Parede-Galiza. Durante os primeiros anos de funcionamento, grande parte do movimento da estação vinha das pedreiras próximas, de onde vinha a maior parte da cantaria utilizada em Lisboa. Em Maio de 1896, a estação passou a ter serviço de pequena velocidade.
Em Janeiro de 1899, foi noticiado que o Conde de Moser tinha pedido a concessão para um caminho de ferro a tracção eléctrica entre esta estação e Oitavos, passando por São João do Estoril, Estoril e Cascais.
Em 1926, a Linha de Cascais passou a ser explorada pela Sociedade Estoril (concessão que terminaria em Janeiro de 1977). Em 15 de Agosto de 1926, foi inaugurada a tracção eléctrica na Linha de Cascais.
No XI Concurso das Estações Floridas, organizado em 1952 pela Companhia dos Caminhos de Ferro Portugueses e pelo Secretariado Nacional de Informação, a estação foi premiada com uma menção honrosa, sendo então o chefe da estação Jerónimo Godinho Branco. No XIII Concurso, em 1954, a estação recebeu uma menção honrosa especial.

Em 1988 esta interface tinha ainda categoria de estação, tendo sido despromovida à de apeadeiro antes de 2011.